# Задорожний Борис Якимович
Борис Якимович Задорожний — (11 червня 1923, м. Охтирка, Богодухівська округа Харківської губернії — 18 жовтня 1993, м. Харків) − лікар-дерматовенеролог, доктор медичних наук (1966), професор (1967), ректор Харківського медичного інституту (1959—1975).

## Біографія
Задорожний Борис Якимович народився 11 червня 1923 р. у місті Охтирка Богодухівської округи Харківської губернії в родині службовців.
У червні 1941 р. закінчив середню школу в Охтирці.
З початком Німецько-радянської війни Борис Якимович був призваний до лав Червоної Армії та став курсантом Харківського авіаційного училища (с. Рогань), після — Канської авіашколи (Красноярськ), а потім був переведений до піхотного училища (Новосибірськ).  Задорожний Б. Я. — учасник бойових дій на Донському і Сталінградському фронтах. Після тяжкого поранення (1942 р.) лікувався в евакошпиталі у Саратові.  З травня по грудень 1943 р. працював інструктором військового навчанні при Ровенському військкоматі Саратовської області. Далі, по жовтень 1945 р., служив комсоргом батальйону у запасному стрілецькому полку Саратовської обл.
По закінченні Другої світової війни, у листопаді 1945 р., Задорожний Б. Я. поступив до Харківського медичного інституту (нині Харківський національний медичний університет), якій закінчив у 1951 р. і був зарахований на кафедру шкірних та венеричних хвороб, де пройшов майже весь науковий шлях: 1952—1956 рр. працював асистентом цієї кафедри; у 1955 р. захистив кандидатську дисертацію та став доцентом і одночасно виконував обов'язки заступника директора ХМІ з науки.
З 1956 р. — директор Українського науково-дослідного шкірно-венерологічного інституту (тепер Інститут дерматології та венерології Академії медичних наук України).
З 1959 по 1975 рр. — ректор Харківського медичного інституту. Одночасно з 1966—1993 — зав. кафедрою шкірних та венеричних хвороб ХМІ. Інститут, під його керівництвом, почав проводити післядипломне навчання випускників лікувального та педіатричного факультетів в інтернатурі (з 1967 р., а з 1971 р. цей досвід підготовки випускників вводять в усіх медичних вишах СРСР).
У 1968 р. інституту була доручена апробація нової форми навчання — переддипломної спеціалізації (субординатура) на лікувальному факультеті, факультетах терапії, хірургії, акушерства та гінекології й на факультеті педіатрії з дитячими інфекційними хворобами і дитячої хірургії. У 1971 цей досвід дозволив провести на базі ХМІ Першу Всесоюзну навчально-методичну конференцію, присвячену впровадженню субординатури.
18 жовтня 1993 р. Борис Якимович Задорожний помер, похований в місті Охтирка.

## Наукова діяльність
Під його керівництвом були підготовлені 6 докторів і 23 кандидати наук. Протягом багатьох років він був заступником голови Всесоюзного і Українського товариств дерматовенерологів, членом редакційної ради двох журналів, редактором відділу «Большой медицинской энциклопедии» (3-тє видання), членом Харківського обкому спілки медпрацівників. Вивчав вплив іонізуючої радіації на шкіру людини й тварин. Застосував електронний парамагнітний резонанс в дерматології. Встановив патогенетичну роль вільних радикалів при псоріазі.
Б. Я. Задорожний є автором близько 180 наукових праць з актуальних проблем дерматовенерології, з них 7 монографій.

## Нагороди
- Орден «Знак Пошани» (1961),
- Орден Трудового Червоного Прапора (1966),
- Орден Жовтневої революції (1971),
- Орден Вітчизняної війни I ступеня (1985),
- Почесна грамота Президії Верховної Ради УРСР (1984),
- Медаль «За бойові заслуги»,
- медаль «За доблісну працю»[1],
- знак «Відміннику охорони здоров'я» (1955)[2]